# Aurora (Utah)
Aurora je město v okresu Sevier County ve státě Utah. K roku 2000 zde žilo 947 obyvatel. S celkovou rozlohou 2,6 km² byla hustota zalidnění 362 obyvatel na km².